# Pontevedra Club de Fútbol 1967-1968
Questa voce raccoglie le informazioni riguardanti il Pontevedra Club de Fútbol nelle competizioni ufficiali della stagione 1967-1968

## Stagione
Nella stagione 1967-1968, il Pontevedra, concluse la Primera División spagnola al l'ottavo posto in classifica.
In Coppa del Generalísimo il club galiziano eliminò ai sedicesimi il Recreativo Huelva, arrivando ai quarti di finale, dove fu eliminato dal Celta Vigo.

## Rosa
| N. |                   | Ruolo | Calciatore                         |
| -- | ----------------- | ----- | ---------------------------------- |
|    | Spagna (bandiera) | P     | Juan Antonio Celdrán               |
|    | Spagna (bandiera) | P     | José María Cobo                    |
|    | Spagna (bandiera) | P     | Carmelo García de Iturrospe García |
|    | Spagna (bandiera) | D     | Manuel Batalla                     |
|    | Spagna (bandiera) | D     | Eduardo Chicharro Calleja          |
|    | Spagna (bandiera) | D     | José Luis Azcueta                  |
|    | Spagna (bandiera) | D     | Eduardo Dapena                     |
|    | Spagna (bandiera) | D     | José Antonio Irulegui              |
|    | Spagna (bandiera) | C     | José Vallejo                       |
|    | Spagna (bandiera) | C     | Delfín Álvarez                     |
|    | Spagna (bandiera) | C     | Nando Yosu                         |

| N. |                   | Ruolo | Calciatore                |
| -- | ----------------- | ----- | ------------------------- |
|    | Spagna (bandiera) | C     | Juan Norat                |
|    | Spagna (bandiera) | C     | Antonio López Martínez    |
|    | Spagna (bandiera) | A     | Juan Cacho                |
|    | Spagna (bandiera) | A     | Ignacio Martín-Esperanza  |
|    | Spagna (bandiera) | A     | Nemesio Martín            |
|    | Spagna (bandiera) | A     | José Miguel Odriozola     |
|    | Spagna (bandiera) | A     | Rafael Ceresuela          |
|    | Spagna (bandiera) | A     | José Ramón Fuertes        |
|    | Spagna (bandiera) | A     | Fernando Fernández Blanco |
|    | Spagna (bandiera) | A     | Francisco Plaza           |
|    | Spagna (bandiera) | A     | Julián Rodríguez Roldán   |